# Братство танца: Возвращение домой
«Братство танца: Возвращение домой» (англ. Stomp the Yard: Homecoming) — американский драматический музыкальный фильм Роба Харди 2010 года. Является продолжением фильма 2007 года «Братство танца». Вышел сразу на видео.

## Сюжет
Во время выступления на танцевальном баттле Ченс Харрис совершает ошибку и падает, проигрывая своему оппоненту. Местный головорез делал ставку на победу Ченса, так что теперь он считает, что Ченс ему должен. Ченс учится в университете для чернокожих в Атланте и подрабатывает в ресторанчике своего отца. В университете он вступает в братство «Тета Ню Тета» и вместе с другими его членами готовится к командным соревнованиям по степу. Хотя Ченс новичок в братстве он предлагает разбавить их стандартный степ-танец движениями из брейк-данса.
Параллельно Ченс разрывается между двумя своими девушками. Ранее он встречался с Брендой, но когда некоторое время назад умерла его мама, он ото всех отдалился, включая свою девушку. Бренда начала встречаться с Тайзом, лидером братства «Мю Гамма Кси». Когда же Ченс отошёл от своих эмоциональных проблем, он сблизился с Никки. Теперь Бренда намекает, что хотела бы восстановить их отношения. Ченс мечется и не знает к кому его душа лежит больше.
В дом братства «Тета Ню Тета» приходят головорезы, которые разыскивают Ченса. Не найдя Ченса, они избивают членов братства. Далее они отправляются в ресторанчик отца Ченса и устраивают там небольшой погром. Ченс обещает им вернуть деньги после соревнований по степу. За первое место там дают денежный приз и если его команда победит, то деньги у него появятся. Бандиты же советуют ему наоборот проиграть, так как они уже поставили на их конкурентов из «Мю Гамма Кси». Ченс рассказывает членам братства о своих проблемах. Он не хочет, чтобы братство из-за него специально проиграло, но и выходить на сцену опасается, поэтому покидает команду.
Наступает день соревнований. Хотя это национальные соревнования, главными фаворитами считаются команды из одного университета, это команды братств «Мю Гамма Кси» и «Тета Ню Тета». Ранее именно «Мю Гамма Кси» чаще становились победителями. Перед соревнованиями к «Тета Ню Тета» приходит Ди Джей, чтобы поддержать их. В прошлом он уже побеждал в соревнованиях по степу от этого братства. После беседы с отцом, который всегда был против танцев, Ченс понимает, что не может подвести своих друзей и возвращается в команду. «Тета Ню Тета» одерживают победу. Головорезы хотят расквитаться с Ченсом, но остальные члены братства заступаются за него. Более того за Ченса заступаются и конкуренты из «Мю Гамма Кси».

## В ролях
- Коллинз Пенни — Ченс Харрис
- Пуч Холл — Дэйн
- Тика Самптер — Никки
- Стивен Босс — Тайз
- Терренс Дженкинс — Ти
- Кили Уильямс — Бренда
- Жасмин Гай — Дженис
- Дэвид Баннер — Джей
- Кит Дэвид — Терри Харрис
- Тейяна Тейлор — Рена
- Ламар Стюарт — Винн
- Коламбус Шорт — Ди Джей
- Тайлер Нельсон — Брайс
- Терренс Полайт — Рой
- Рики Смайли — Finale MC
- Лил Дюваль — Аарон
- Джордж Александр — Крейг
- Грегори Алан Уильямс — доктор Дэвид Янг

## Выпуск и приём
В отличие от оригинального фильма, который шёл в кинотеатрах и имел успех, продолжение было выпущено сразу на видео. Рецензенты отмечали, что история, показанная в продолжении, предсказуема, неоригинальна, лишена глубины и, по сути, повторяет сюжет первого фильма, а непосредственно танцевальных эпизодов стало меньше и сделаны они хуже. Отмечалось, что фильм скучный и интерес может вызвать лишь у любителей танцевальных фильмов или даже только у конкретно интересующихся степом.